# Rym Takoucht
Rym Takoucht (en arabe : ريم تاكوشت) est une actrice, scénariste et metteur en scène algérienne, née en 1986 à Alger.

## Filmographie

### Cinéma
- 2005 : Le Thé d'Ania
- 2006 : Vivantes ! (A'ichate)
- 2008 : Mascarades
- 2010 : Palmiers blessés
- 2012 : Parfums d'Alger
- 2020 : Cigare au miel

### Télévision
- L'Ombre des Roses
- Les Secrets du passé
- 2023 :Eddama[5]

## Tâches lors des festivals
- Membres du jury du Festival maghrébin du film Oujda [4]
- Présidente du jury de  court métrage à Festival du film méditerranéen d’Annaba 2024 [6]

## Récompense
- 2009 :  Prix du département de l'Allier (France) - Prix d'interprétation - second rôle dans un long métrage : Mascarades [7]

## Référence
1. ↑  « Rym Takoucht au cinéma - L'Officiel des spectacles », sur www.offi.fr (consulté le 27 mai 2025)
2. ↑  (ar) « ريم تاكوشت - ﺗﻤﺜﻴﻞ فيلموجرافيا، صور، فيديو », sur elCinema.com (consulté le 27 mai 2025)
3. ↑  « Rym Takoucht - Unifrance », sur www.unifrance.org (consulté le 27 mai 2025)
4. 1 2  « Rym Takoucht membre du jury », sur Maghreb, 17 novembre 2020 (consulté le 27 mai 2025)
5. ↑  Sara L, « Rym Takoucht : "Eddama traite d'un sujet qui touche la société algérienne" », sur www.algerie360.com, 1er avril 2023 (consulté le 27 mai 2025)
6. ↑  « Clôture 4eFestival du film méditerranéen d’Annaba : Le long métrage espagnol, «Matria», décroche le grand prix », journal,‎ 2024 (lire en ligne )
7. ↑  « Africiné - Rym Takoucht », sur Africiné (consulté le 27 mai 2025)